# Sääksjärvi
Sääksjärvi – jezioro w gminie Kokemäki w Finlandii, pochodzenia meteorytowego. Znajduje się na wschód od miasta Pori.
Krater powstał około 560 milionów lat temu w późnym ediakarze, wskutek upadku małej planetoidy, która wybiła sześciokilometrowej średnicy krater. Obiekt ten miał skład podobny do meteorytów żelazno-kamiennych, uderzył w skały osadowe pokrywające podłoże krystaliczne.